# Barbara E. Ward
Barbara E. Ward (* 1919; † 1983) war eine britische Sozialanthropologin und Soziologin.
Ward lehrte unter anderem an der Chinesischen Universität von Hong Kong.

## Schriften
- Social Organization of the Ewe-speaking People. Dissertation, University of London 1965.
- Chinese Festivals in Hong Kong. Neuaufl. MCCM Creations, Hong Kong 2005, ISBN 962-86816-6-4 (zusammen mit Joan Law).
- Through Other Eyes. An Anthropologist's View of Hong Kong. Neuaufl. The Chinese University Press, Hong Kong 1989, ISBN 962-201-445-3.